# 석아정 오방정 현판
석아정 오방정 현판(石啞亭 五放亭 懸板)은 광주광역시 남구 월산동에 있는, 석아정·오방정의 유래를 알 수 있는 현판이다. 1997년 7월 3일 광주광역시의 문화재자료 제22호로 지정되었다.

## 개요
석아정 ·오방정의 유래를 알 수 있는 현판으로, ‘석아정’이라 새겨진 현판 뒤에 ‘오방정’이라는 글씨가 돋을새김되어 있다.
석아정은 건물의 주인이었던 언론인 최원순의 호를 따서 붙인 이름이고, 오방정은 최원순으로부터 건물을 물려받은 목사 최흥종의 호를 따서 붙인 이름이다.
1986년 다시 건물의 이름을 허백년 춘설헌이라 고쳐 지금에 이르고 있다.

## 참고 자료
- 석아정오방정현판 - 국가유산청 국가유산포털